# Simon Reinhard
Simon Reinhard (* 9. Januar 1979 in München) ist ein deutscher Gedächtnissportler, der zahlreiche Weltrekorde aufgestellt hat.

## Leben
Reinhard ist zweifacher Gedächtnisweltmeister im Modernen Format (XMT/Memory League) sowie dreifacher Europameister und sechsfacher Deutscher Meister im Klassischen Format (Gedächtnis-Zehnkampf). Er hat den Guinness-Weltrekord für die meisten in einer Minute eingeprägten Ziffern inne (92). Am 21. April 2018 stellte Reinhard im Rahmen der Scandinavian Memory League Open in Göteborg (Schweden) mit 80 Ziffern in 16,85s einen neuen Weltrekord in der „Memory League“-Disziplin Numbers auf. Mit 28 Turniersiegen im Klassischen Format hält Reinhard den Rekord für die meisten Turniersiege aller Gedächtnissportler. Hinzu kommen noch 6 Turniersiege im Modernen Format. Im Mai 2021 besiegte Reinhard den mehrfachen Weltmeister Alex Mullen im Rahmen der Memory League World Tour 2021/2022 mit einem Ergebnis von 6:0. Es war das erste und seitdem auch einzige Mal, dass es einem Gedächtnissportler gelang, Mullen ohne Spielverlust zu besiegen.
Reinhard hat Rechtswissenschaften studiert und seine juristischen Examina in München abgelegt. Er erreichte in beiden juristischen Examina eine Platzierung unter den besten 7,5 % seines Jahrgangs bayernweit.
Reinhard beschäftigt sich auch mit der Verwendung von Mnemotechniken im Schachsport. Im Jahr 2019 wurde Reinhard zum Thema „Schach und Gedächtnistechniken“ von der weltgrößten Schachseite Chessbase interviewt.

## Erfolge
I. Turniersiege/Titel: Modernes Format (XMT/Memory League)
1. International
- 2014: Weltmeister[14]

- 2016: Weltmeister[15]

- 2017: German Open Champion[16]

- 2018: Scandinavian Open Champion[17]
- 2022: Pan-American Open Champion[18]

2. National
- 2017: Deutscher Meister[19]

II. Turniersiege/Titel: Klassisches Format
1. International
- 2010: Swedish Open Champion[20]

- 2011: German Open Champion[21]

- 2012: North German Open Champion[22]
- 2012: Vizeweltmeister

- 2014: Italian Open Champion[23]
- 2014: South German Open Champion[24]
- 2014: German Open Champion[25]
- 2014: Vizeweltmeister

- 2015: Singapore Open Champion[26]
- 2015: US Open Champion[27]
- 2015: South German Open Champion[28]
- 2015: UK Open Champion[29]
- 2015: Taiwan Open Champion[30]
- 2015: Mannschaftsweltmeister

- 2016: German Open Champion[31]
- 2016: Spanish Open Champion[32]
- 2016: Europameister[33]

- 2017: North German Open Champion[34]
- 2017: Europameister[35]

- 2018: MemoryXL Open Champion[36]
- 2018: German Open Champion[37]
- 2018: Europameister[38]
- 2019: German Open Champion[39]
- 2019: IAM Grandmaster of Memory - Silver[40]

1. National
- 2007: Süddeutscher Meister
- 2007: Titel „Gedächtnisgroßmeister“

- 2009: Süddeutscher Meister
- 2009: Deutscher Meister

- 2010: Süddeutscher Meister

- 2011: Süddeutscher Meister
- 2011: Deutscher Meister

- 2012: Süddeutscher Meister

- 2014: Deutscher Meister

- 2016: Deutscher Meister
- 2018: Deutscher Meister
- 2019: Deutscher Meister

III. Weitere Formate
- 2012: Memoriad Champion (60 min Zahlen)
- 2012: Memoriad Champion (15 min Namen und Gesichter)

- 2015: Memo Games Champion[41]

- 2017: Jiuduan World Cup Champion

## Weltrekorde
- 2007: Einprägen von 76 nationalen Vor- und Nachnamen in 5 Minuten[42]
- 2009: Einprägen von 164 internationalen Vor- und Nachnamen in 15 Minuten[43]
- 2010: Einprägen eines gemischten 52er-Blatts in der richtigen Reihenfolge in 21,90 s[44]
- 2010: Einprägen von 300 Wörtern in 15 Minuten[45]
- 2010: Einprägen von 240 im Sekundentakt vorgetragenen Ziffern[46]
- 2011: Einprägen von 110 Wörtern in 5 Minuten[47]
- 2011: Einprägen von 70 internationalen Vor- und Nachnamen in 5 Minuten[48]
- 2011: Einprägen eines gemischten 52er-Blatts in der richtigen Reihenfolge in 21,19 Sekunden[49]
- 2012: Einprägen von 1400 Ziffern in 30 Minuten[50]
- 2012: Einprägen von 173 internationalen Vor- und Nachnamen in 15 Minuten[51]
- 2012: Einprägen von 396 Abstrakten Bildern in 15 Minuten[52]
- 2013: Einprägen von 181 internationalen Vor- und Nachnamen in 15 Minuten[53]
- 2013: Einprägen von 124 Wörtern in 5 Minuten[54]
- 2013: Einprägen von 83 internationalen Vor- und Nachnamen in 5 Minuten[55]
- 2013: Einprägen von 370 Spielkarten in 10 Minuten[55]
- 2014: Einprägen von 1479 Ziffern in 30 Minuten[56]
- 2014: Einprägen von 186 internationalen Vor- und Nachnamen in 15 Minuten[57]
- 2015: Einprägen eines gemischten 52er-Blatts in der richtigen Reihenfolge in 20,44 Sekunden[58]
- 2015: Einprägen von 84 internationalen Vor- und Nachnamen in 5 Minuten[59]
- 2015: Einprägen von 125 Wörtern in 5 Minuten[60]
- 2016: Einprägen von 134 Wörtern in 5 Minuten[61]
- 2016: Einprägen von 888 Spielkarten in 30 Minuten (digitaler Rekord)[62]
- 2017: Einprägen von 420 Spielkarten in 10 Minuten[63]
- 2018: Einprägen von 80 Ziffern in 16,85s[64]

## Gedächtnistechniken im Wettkampf
Reinhard verwendet eine Mischung aus Visualisierung, Anwendung der Routenmethode und Chunking, um sich im Wettkampf die vorgegebenen Informationen einprägen zu können. Um die Reihenfolge der eingeprägten Informationen zu gewährleisten, werden jene auf einem realen oder fiktiven Weg mit einer Reihe von Wegpunkten verankert. Beim Erinnerungsvorgang wird der Weg erneut abgegangen und die Bilder werden abgerufen. Mit dem Bild erinnert man sich auch an die Information, für die das Bild steht.
In den zahlenbasierten Disziplinen werden Informationen mittels eines Zahlen-Buchstaben-Codes in Worte umgewandelt, so dass sie „gelesen“ und bildlich vorgestellt werden können. Eine ähnliche „Übersetzung“ erfolgt beim Einprägen der Spielkarten. Reinhard verwendet u. a. folgende Systeme, um sich Informationen einzuprägen:
- Er hat 10.000 Bilder für Ziffern, jede Kombination von vier Ziffern steht bei ihm also für ein Bild. 1943 ist dabei zum Beispiel „Turm“(1 = t, 9 = kurzes u, 4 = r, 3 = m). Je nach Gelegenheit verwendet er auch sein System mit 1.000 Bildern für dreistellige Ziffern. Reinhard hat dabei seinen eigenen Zahlen-Buchstaben-Code entwickelt, der eine Abwandlung zum klassischen Code darstellt. Die Änderung erfolgte aus Gründen der leichteren und intuitiveren Anwendung im Wettkampf (größere Ähnlichkeit von Ziffer und zugewiesenem Konsonanten als im ursprünglichen System).
- Er hat 2704 Bilder für Spielkarten. Aus zwei Karten eines 52er-Blatts wird also ein Bild. Die Kombination Herz 8 und Karo 5 ist dabei zum Beispiel „Vase“ (8 = v, Herz = a, 5 = s, Karo = e).
- Wörter werden in Zweierpaaren auf Orten abgelegt. Das gilt sowohl für die 5- und 15-Minuten-Disziplin im Klassischen Format als auch für die Wörter-Disziplin im Modernen Format (Memory League).